# Об'єднана армія держави Ва
Об'єднана армія держави Ва (ва: ဝပြည် သွေးစည်းညီညွတ်ရေး တပ်မတော်; кит. трад. 佤邦联合军, піньїнь: Wǎbāng Liánhéjūn) — військове крило Об'єднаної партії держави Ва, правлячої партії держави Ва. До складу військового формування входить 20 000-25 000 солдат. Очолює армію верховний головнокомандувач Бао Юсян. Була сформована після розпаду збройного крила Комуністичної партії Бірми у 1989 році.
У 1989 році армія Ва та уряд М'янми підписали угоду про припинення вогню, а в 2013 році підписали мирну угоду. Незважаючи на те, що уряд М'янми офіційно не визнає суверенітет держави Ва, Збройні сили М'янми часто об'єднуються з армією Ва для боротьби з шанськими націоналістичними угрупованнями, такими як Армія держави Шан (південна).